# Isoosmose
Als isoosmotisch bezeichnet man zwei Lösungen, die dieselbe Anzahl von gelösten Teilchen enthalten (analog: hyperosmotisch und hypoosmotisch).
Eine isoosmotische Lösung muss nicht gleichzeitig isoton sein, da Zellmembranen eine unterschiedliche Permeabilität für Teilchen aufweisen können, was einen erheblichen osmotischen Druck hervorrufen kann. Die Osmolarität ist dagegen nicht von der Durchlässigkeit der Zellmembran für gelöste Stoffe abhängig.
Eine isotonische Kochsalzlösung hat einen osmotischen Wert von ungefähr 300 mosmol und ist zugleich isoosmotisch. Befindet sich eine Zelle in einer solchen Lösung, ist der Druck auf beiden Seiten der Zellmembran gleich. Dagegen ist eine 300 mosmol Harnstofflösung zwar isoosmotisch, nicht aber isoton: Die Zellmembran ist für Harnstoffmoleküle gut durchlässig, dadurch hat der gelöste Harnstoff keine Auswirkung auf den osmotischen Druck. Wasser dringt durch Osmose in die Zelle ein und erhöht den Druck in ihrem Inneren, was bei tierischen Zellen, die durch keine Zellwand geschützt werden, zum Zerreißen der Zellmembran führen kann.